# Polo als Jocs Olímpics d'estiu de 1900
Als Jocs Olímpics d'Estiu de 1900 celebrats a la ciutat de París (França) es disputà una competició de polo.
Els partits es disputaren els dies 28 de maig, 31 de maig, i 2 de juny. Cinc equips competiren, la majoria mixtos, destacant la presència de britànics en tres d'ells. No es disputà partit pel tercer lloc.

## Resum de medalles
| Prova        | Or                               | Argent                         | Bronze                                                  |
| Polo masculí | Foxhunters Hurlingham Equip mixt | BLO Polo Club Rugby Equip mixt | Bagatelle Polo Club de Paris · Equip mixt Mèxic · Mèxic |

## Resultats
|  | Quarts de final       | Quarts de final              |                       |   | Semifinals | Semifinals |  |  | Final | Final |
|  |                       |                              |                       |   |            |            |  |  |       |       |
|  | 28 de maig 1900       |                              |                       |   |            |            |  |  |       |       |
|  |                       |                              |                       |   |            |            |  |  |       |       |
|  | Foxhunters Hurlingham | 10                           |                       |   |            |            |  |  |       |       |
|  | Foxhunters Hurlingham | 10                           | 31 de maig 1900       |   |            |            |  |  |       |       |
|  | Compiègne Polo Club   | 0                            |                       |   |            |            |  |  |       |       |
|  | Compiègne Polo Club   | 0                            | Foxhunters Hurlingham | 6 |            |            |  |  |       |       |
|  | -                     |                              | Foxhunters Hurlingham | 6 |            |            |  |  |       |       |
|  |                       | Bagatelle Polo Club de Paris | 4                     |   |            |            |  |  |       |       |
|  | Cap                   | Bagatelle Polo Club de Paris | 4                     |   |            |            |  |  |       |       |
|  |                       |                              | 2 de juny 1900        |   |            |            |  |  |       |       |
|  | Cap                   |                              |                       |   |            |            |  |  |       |       |
|  | Foxhunters Hurlingham | 3                            |                       |   |            |            |  |  |       |       |
|  | Foxhunters Hurlingham | 3                            | -                     |   |            |            |  |  |       |       |
|  |                       | BLO Polo Club Rugby          | 1                     |   |            |            |  |  |       |       |
|  | Cap                   | BLO Polo Club Rugby          | 1                     |   |            |            |  |  |       |       |
|  | 31 de maig 1900       |                              |                       |   |            |            |  |  |       |       |
|  | Cap                   |                              |                       |   |            |            |  |  |       |       |
|  | BLO Polo Club Rugby   | 8                            |                       |   |            |            |  |  |       |       |
|  | BLO Polo Club Rugby   | 8                            | -                     |   |            |            |  |  |       |       |
|  |                       | Mèxic                        | 0                     |   |            |            |  |  |       |       |
|  | Cap                   | Mèxic                        | 0                     |   |            |            |  |  |       |       |
|  |                       |                              |                       |   |            |            |  |  |       |       |
|  | Cap                   |                              |                       |   |            |            |  |  |       |       |
|  |                       |                              |                       |   |            |            |  |  |       |       |

| Pos. | Equip                        | Nació                     |
| ---- | ---------------------------- | ------------------------- |
| 1    | Foxhunters Hurlingham        | Regne Unit · Estats Units |
| 2    | BLO Polo Club Rugby          | Regne Unit · Estats Units |
| 3    | Bagatelle Polo Club de Paris | França · Regne Unit       |
| 3    | Mèxic                        | Mèxic                     |
| 5    | Compiègne Polo Club          | França                    |

## Participants
| Foxhunters Hurlingham - John Beresford (GBR) - Denis St. George Daly (GBR) - Foxhall Parker Keene (USA) - Frank MacKey (USA) - Alfred Rawlinson (GBR) BLO Polo Club Rugby - Walter Buckmaster (GBR) - Frederick Freake (GBR) - Jean de Madre (GBR) - Walter McCreery (USA) | Bagatelle Polo Club de Paris - Robert Fournier-Sarlovèze (FRA) - Frederick Agnew Gill (GBR) - Maurice Raoul-Duval (FRA) - Edouard Alphonse de Rothschild (FRA) Mèxic - Eustaquio de Escandón y Barrón - Manuel de Escandón y Barrón - Pablo de Escandón y Barrón - Guillermo Hayden Wright | Compiègne Polo Club - Louis de Bissacia - Jean Boussod - André Fauquet-Lemaître - Maurice Raoul-Duval |

## Medaller
Tres de les quatre medalles foren guanyades per equips mixts. Els Estats Units i la Gran Bretanya tingueren participants en els equips que guanyaren l'or i la plata. La Gran Bretanya i França tingueren participants en una de les medalles de bronze, mentre l'altra quedà en mans de Mèxic.
| Posició | País       | Or | Argent | Bronze | Total |
| 1       | Equip mixt | 1  | 1      | 1      | 3     |
| 2       | Mèxic      | 0  | 0      | 1      | 1     |